# Railroad (computerspel)
Railroad is een educatief computerspel dat werd ontwikkeld door Cees Kramer van Radarsoft. Het spel kwam in 1984 uit voor de Commodore 64. De speler moet door railpanelen te schuiven een treinbotsing voorkomen.